# Аквалорто (Месина)
Аквалорто (итал. Acqualorto) је насеље у Италији у округу Месина, региону Сицилија.
Према процени из 2011. у насељу је живело 22 становника. Насеље се налази на надморској висини од 436 м.